# Mastiekboom
De mastiekboom (Pistacia lentiscus) is een plant uit de pruikenboomfamilie (Anacardiaceae). Een verwante soort is de pistache (Pistacia vera). Het is een struik of kleine boom die tot 8 m hoog kan worden. Het is een groenblijvende soort die aromatische hars bevat. De mastiekboom groeit op droge, rotsachtige hellingen in het Middellandse Zeegebied.
De bladeren zijn donkergroen, leerachtig en hebben een lengte van maximaal 5 cm. De bladeren zijn oneven geveerd. De plant is eenslachtig. De mannelijke bloemen hebben rode helmknoppen, de vrouwelijke bloemen zijn bruin. De ronde vruchten zijn aanvankelijk rood, maar worden later zwart. De hars van de mastiekboom (mastiek) kent vele toepassingen.